# Bardoňovo
Bardoňovo és un poble i municipi d'Eslovàquia que es troba a la regió de Nitra, al sud-oest del país. La primera menció escrita de la vila es remunta al 1269.

## Demografia
| Godina             | 1994 | 2004   | 2014    | 2024   |
| ------------------ | ---- | ------ | ------- | ------ |
| Nombre de persones | 953  | 876    | 750     | 689    |
| Diferència         |      | −8,07% | −14,38% | −8,13% |

| Godina             | 2023 | 2024   |
| ------------------ | ---- | ------ |
| Nombre de persones | 657  | 689    |
| Diferència         |      | +4,87% |